# أشتون (إلينوي)
أشتون هي قرية تقع في مقاطعة لي (إلينوي)، الولايات المتحدة. تعدادها السكاني بلغ 972 حسب تعداد عام 2010، حيث إنخفض من 1,142 حسب تعداد عام 2000.

## التاريخ
في الماضي كان يطلق على أشتون أسم أوغل، ولكن تم تغييره من أجل تجنب الخلط بينها وبين مقاطعة أوغل (إلينوي). ضرب البلدة إعصار في 9 أبريل 2015 في الساعة 6:40 بعد الظهر.

## جغرافية
تقع أشتون في .
وفقاً لتعداد 2010، تبلغ مساحة أشتون الإجمالية 0.66 ميل مربع (2.71 كيلو متر مربع).

## التركيبة السكانية
حسب تعدادعام 2000، كان هناك 1,142 شخص يقطن في البلدة، 437 منزل و 312 أسرة تقيم في القرية. تبلغ الكثافة السكانية 1,727.6 شخص لكل ميل مربع (668.1 / كيلو متر مربع). كان هناك 468 وحدة سكنية بمتوسط كثافة سكانية بلغت 708.0 لكل ميل مربع (273.8 / كيلو متر مربع). تتركب البنية العرقية للقرية من 97.99% بيض، 1.05% من أصول أفريقية، 0.09% سكان أمريكا الأصليين، 0.35% أجناس أخرى و 0.53% من عرقين أو أكثر. بلغ تعداد الإسبانيين واللاتينيين من جميع الأعراق 2.36% من السكان.
كان هناك 423 منزل. 35.2% من تلك المنازل كان لديهم أبناء تقل أعمارهم عن 18 سنة، 54.2% من تلك المنازل كان يقطنها ثنائي متزوج، 14.4% ربة بيت أنثى بدون زوج، 28.4% من البيوت لم تكون للعائلات. 23.3% من البيوت كانت مسكونة من قبل أفراد و 11.0% مسكونة من فرد بلغ عمره 65 سنة أو أكثر. بلغ متوسط حجم سكان المنزل الواحد 2.57، بينما بلغ متوسط أفراد الأسرة الواحدة 2.98.
التركيبة العمرية السكانية للقرية كانت كالتالي: 27.5% تحت عمر 18 سنة، 8.4% تتراوح أعمارهم بين 18 إلى 24، 29.9% تتراوح أعمارهم بين 25 إلى 44، 19.6% تتراوح أعمارهم بين 45 إلى 64 و 14.5% كانت أعمارهم 65 سنه وأكثر. بلغ المتوسط العمري للقرية 36 عاماً. لكل 100 أنثى هناك 90.7 من الذكور. لكل 100 انثى في سن 18 أو أكثر هناك 87.3 من الذكور.
بلغ متوسط الدخل لكل منزل في القرية 39,896$، وبلغ متوسط دخل الأسر 43,750$. متوسط دخل الذكور بلغ 33,750$ في مقابل 22,381$ للإناث. يبلغ نصيب كل فرد من الدخل 21,200$. هنالك حوالي 5.4& من الإناث و 6.2% من الذكور تحت خط الفقر، بينهم 3.8% أطفال تحت سن 18 سنة و 3.1% من الذين تبلغ أعمارهم 65 سنة وأكثر.

## الموقع الجغرافي
الموقع الجغرافي للمناطق المحيطة بهذه النقطة هو كالتالي: